# アリカ (チリ)
アリカ（Arica）は、チリ最北部、ペルーとの国境に近いアリカ・イ・パリナコータ州の港湾都市。アタカマ砂漠北部の乾燥地帯にある。人口は20万4078人（2017年）。アリカ・イ・パリナコータ州の州都である。

## 歴史
考古学的調査により現在のアリカの場所には、少なくとも1万年の間、異なる原住民が居住していたことが判明した。
アリカは1541年にスペイン人のルーカス・マルティネス・デ・ベガーソ（Lucas Martinez de Begazo）が創設した。1545年より町はポトシ銀山から産出される銀の輸出港となった。ポトシ銀山は歴史上で最大の銀山である。そのため、アリカはスペイン帝国にとってその命運を左右する港となった。港はフランシス・ドレーク、トーマス・キャベンディッシュ、リチャード・ホーキンス、ウィリアム・ダンピアなどの著名な海賊（バッカニア）、私掠船の襲撃を受けた。
- 1570年…サン・マルコス・デ・アリカとして建設され、ペルー領の港湾であった。

1836年から1839年までアリカはボリビアに占領された。
1855年、ペルー政府がアリカ-タクナ間の53kmに鉄道を開設した。南米で最初の鉄道のひとつである。この鉄道は現在も使用されている。
- 1868年…アリカ地震が発生した。
- 1929年…チリに割譲される。

## 交通
ボリビアの首都ラパスやペルーのタクナへ通じる鉄道がある。パン・アメリカン・ハイウェイが通じ、国際空港がある。

## アリカ要塞
市街地の南側にある岩山の上には、アリカ要塞（現:歴史軍事博物館）がある。1880年の太平洋戦争を記念したもので、当時の塹壕などの展示もある。

## 気候
砂漠気候で雨はほとんど降らないが、湿度が高く曇りがちなため気温は比較的低く抑えられており過ごしやすい。
| アリカの気候            | アリカの気候 | アリカの気候 | アリカの気候 | アリカの気候 | アリカの気候 | アリカの気候 | アリカの気候 | アリカの気候 | アリカの気候 | アリカの気候 | アリカの気候 | アリカの気候 | アリカの気候 |
| 月                      | 1月          | 2月          | 3月          | 4月          | 5月          | 6月          | 7月          | 8月          | 9月          | 10月         | 11月         | 12月         | 年           |
| ----------------------- | ------------ | ------------ | ------------ | ------------ | ------------ | ------------ | ------------ | ------------ | ------------ | ------------ | ------------ | ------------ | ------------ |
| 最高気温記録 °C （°F）  | 33 (91)      | 33 (91)      | 35 (95)      | 30 (86)      | 29 (84)      | 28 (82)      | 29 (84)      | 28 (82)      | 29 (84)      | 24 (76)      | 30 (86)      | 32 (90)      | 35 (95)      |
| 平均最高気温 °C （°F）  | 26 (79)      | 27 (80)      | 26 (78)      | 24 (75)      | 22 (71)      | 19 (67)      | 18 (65)      | 18 (65)      | 19 (66)      | 21 (69)      | 22 (72)      | 24 (76)      | 22 (72)      |
| 平均最低気温 °C （°F）  | 20 (68)      | 20 (68)      | 19 (66)      | 17 (63)      | 16 (60)      | 14 (58)      | 14 (57)      | 14 (58)      | 15 (59)      | 16 (60)      | 17 (62)      | 18 (65)      | 16 (61)      |
| 最低気温記録 °C （°F）  | 11 (52)      | 15 (59)      | 12 (54)      | 11 (52)      | 9 (49)       | 6 (43)       | 6 (43)       | 6 (43)       | 9 (48)       | 8 (46)       | 10 (50)      | 9 (48)       | 6 (43)       |
| 降水量 mm （inch）      | 0.3 (0.01)   | 0.3 (0.01)   | 0.13 (0.005) | 0 (0)        | 0 (0)        | 0 (0)        | 0 (0)        | 0 (0)        | 0 (0)        | 0 (0)        | 0 (0)        | 0.13 (0.005) | 0.8 (0.03)   |
| % 湿度                  | 72.0         | 71.5         | 72.0         | 74.0         | 75.5         | 76.5         | 76.5         | 76.5         | 76.0         | 74.5         | 73.0         | 72.5         | 74.5         |
| 出典1：ワシントンポスト |              |              |              |              |              |              |              |              |              |              |              |              |              |
| 出典2：                 |              |              |              |              |              |              |              |              |              |              |              |              |              |

## 姉妹都市
- コチャバンバ、ボリビア
- ラパス、ボリビア
- サンタ・クルス・デ・ラ・シエラ、ボリビア
- クイアバ、ブラジル
- ブレシュイール、フランス
- エイラート、イスラエル
- en:Taiohae、フランス領ポリネシア
- モンテレイ、メキシコ
- es:Putla Villa de Guerrero、メキシコ
- アレキパ、ペルー
- en:Moquegua、ペルー
- タクナ、ペルー
- アルティガス、ウルグアイ
- モンテビデオ、ウルグアイ